# Veslanje na OI 1972.
Veslanje na Olimpijskim igrama u Münchenu 1972. godine uključivalo je natjecanja u 7 disciplina, i to isključivo u muškoj konkurenciji. Bile su to zadnje OI na kojima još nisu bile uključene i discipline za žene.

## Osvajači medalja

### Muški
| Disciplina             | Zlato | Srebro | Bronca |
| Samac                  | SSSR Yuri Malishev | Argentina Alberto Demiddi | Bugarska Joachim Dreifke |
| Dvojac bez kormilara   | Istočna Njemačka Siegfried Brietzke Wolfgang Mager                                                                                 | Švicarska Heinrich Fischer Alfred Bachmann | Nizozemska Roelof Luynenburg Ruud Stokvis |
| Dvojac na pariće       | SSSR Aleksandr Timoshinin Gennadi Korshikov                                                                                        | Norveška Frank Hansen Svein Thogersen | Istočna Njemačka Joachim Böhmer Hans-Ulrich Schmeid |
| Dvojac s kormilarom    | Istočna Njemačka Wolfgang Gunkel Jörg Lücke Klaus-Dieter Neubert (korm)                                                            | Čehoslovačka Oldrich Svojanovsky Pavel Svojanovsky Vladimir Petricek (korm)                                                                         | Rumunjska Stefan Tudor Petre Ceapura Ladilau Lowrenschi (korm) |
| Četverac bez kormilara | Istočna Njemačka Frank Forberger Frank Rühle Dieter Grahn Dieter Schubert                                                          | Novi Zeland Dick Tonks Dudley Storey Ross Collinge Noel Mills                                                                                       | Zapadna Njemačka Joachim Ehrig Peter Funnekötter Franz Held Wolfgang Plottke                                                                                                |
| Četverac s kormilarom  | Zapadna Njemačka Peter Berger Hans-Johann Färber Gerhard Auer Alois Bierl Uwe Benter (korm)                                        | Istočna Njemačka Dietrich Zander Reinhard Gust Eckhard Martens Rolf Jobst Klaus-Dieter Ludwig (korm)                                                | Čehoslovačka Otakar Marecek Karel Neffe Vladimir Janos Frantisek Provaznik Vladimir Petricek (korm)                                                                         |
| Osmerac                | Novi Zeland Tony Hurt Wybo Veldman Dick Joyce John Hunter Lindsay Wilson Athol Earl Trvor Coker Gary Robertson Simon Dickie (korm) | SAD Lawrence Terry Franklin Hobbs Peter Raymond Timoth Mickelson Eugene Clapp William Hobbs Cleve Livingston Michael Livingston Paul Hoffman (korm) | Istočna Njemačka Hans-Joachim Borzym Jörg Landvoigt Harold Dimke Manfred Schneider Hartmut Schreiber Manfred Schmorde Bernd Landvoigt Heinri Mederow Dietmar Schwarz (korm) |